# Dracoraptor
Dracoraptor („dračí lupič“) byl rod malého a vývojově primitivního teropodního dinosaura, který obýval území dnešního Walesu (Velká Británie). Žil na samotném počátku jurské periody, v období geologického věku hettang.

## Význam
Fosilie tohoto bazálního neoteropoda byly objeveny v letech 2014 a 2015. Ukázalo se, že se stářím 201,3 milionu let je nejspíš nejstarším známým jurským dinosaurem vůbec. Představuje tak zástupce jakési první vlny dinosaurů, která osídlila uprázdněné ekologické niky po velkém hromadném vymírání na konci triasu, kdy se dinosauři stali dominantní skupinou suchozemských obratlovců na dalších 135 milionů let (v průběhu jury i křídy).

## Popis
Šlo o menšího dravce o dospělé délce kolem tří metrů, objevený typový exemplář měřil asi 2,1 metru a ve hřbetu dosahoval výšky zhruba 70 centimetrů. Podle badatele Gregoryho S. Paula dosahoval tento druh délky pouze 1,8 metru a jeho hmotnost činila zhruba 4 kilogramy. Zuby tohoto predátora byly ostré a zahrocené, po obvodu s charakteristicky pilovitým ostřím. Asi centimetr dlouhé zuby naznačují, že šlo o lovce menších obratlovců. Mohl se také živit mršinami menších zvířat, vyplavených na břeh. Zajímavé je, že jde o vůbec nejstaršího známého jurského teropoda, žijícího řádově jen několik stovek tisíciletí po začátku této geologické periody.